# Cattolica Eraclea

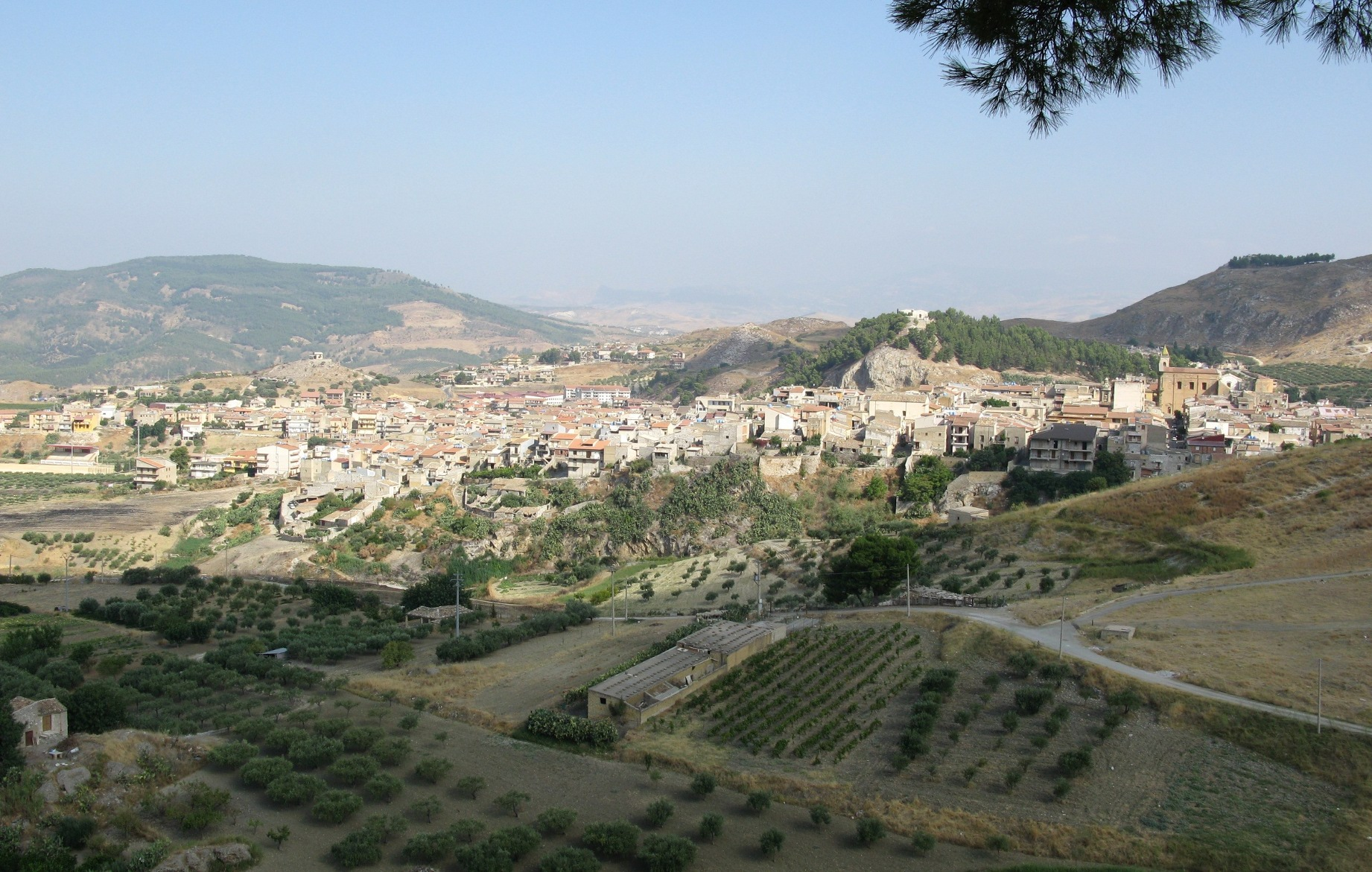
Cattolica Eraclea

Cattolica Eraclea is een gemeente in de Italiaanse provincie Agrigento (regio Sicilië) en telt 4736 inwoners (31-12-2004). De oppervlakte bedraagt 62,1 km², de bevolkingsdichtheid is 76 inwoners per km².

## Demografie
Cattolica Eraclea telt ongeveer 1939 huishoudens. Het aantal inwoners daalde in de periode 1991-2001 met 19,9% volgens cijfers uit de tienjaarlijkse volkstellingen van ISTAT.
| Jaar | Inwoneraantal |
| ---- | ------------- |
| 1991 | 6188          |
| 2001 | 4959          |

## Geografie
De gemeente ligt op ongeveer 180 m boven zeeniveau.
Cattolica Eraclea grenst aan de volgende gemeenten: Agrigento, Cianciana, Montallegro, Ribera, Sant'Angelo Muxaro.

## Bijzonderheid
Cattolica Eraclea zal, samen met de aangrenzende gemeente Ribera, wellicht in 2008 beschikken over het eerste officiële naturistenstrand van Sicilië. Dat strand ligt als een smalle reep zand tussen het regionale natuurreservaat van de monding van de rivier Platani en de zee.